# Deepthroat Revolution
Deepthroat Revolution è un singolo del cantautore italiano Immanuel Casto, pubblicato il 22 giugno 2015 come primo estratto dal terzo album in studio The Pink Album.

## Video musicale
Il videoclip, diretto da Casto stesso (il quale ne ha curato la produzione insieme alla Extreme Video) insieme a Marco Ristori e Luca Boni, è stato pubblicato il 18 giugno 2015 per la prima volta attraverso il canale Vevo del cantautore.

## Tracce
Testi di Immanuel Casto.
1. Deepthroat Revolution – 3:43 (musica: Keen)
2. Rosso, oro e nero (feat. Soviet Soviet) – 4:23 (musica: Einstürzende Neubauten) – originariamente interpretata dagli Einstürzende Neubauten

## Formazione
- Immanuel Casto – voce
- Keen – strumentazione, cori, produzione
- La Vergine d'Orecchie – cori
- Lorenzo Montanà – produzione
- Cristiano Sanzeri – missaggio
- Alessandro Vanara – mastering

## Cover
Nel 2020 una cover del brano in versione metal è stata inserita nella ripubblicazione di Stairway to Valhalla dei Nanowar of Steel.